# Teshio (rzeka)
Teshio (jap. 天塩川 Teshio-gawa) – rzeka w Japonii, na wyspie Hokkaido (Hokkaidō).
Źródło rzeki znajduje się na górze Mount Teshio, na wysokości 1558 m n.p.m. Jej długość wynosi 256 km (druga najdłuższa rzeka na wyspie Hokkaido oraz czwarta najdłuższa w kraju), a dorzecze 5590 km². Średni przepływ wynosi 110 m³/s. Uchodzi do Oceanu Spokojnego.
Teshio przepływa łącznie przez dwanaście miast: Bifuka, Horonobe, Kenbuchi, Nakagawa, Nayoro, Otoineppu, Shibetsu (ujście), Shimokawa, Teshio, Toyotomi, Wakkanai oraz Wassamu.